# Élections constituantes de 1945 dans l'Hérault
Les élections constituantes françaises de 1945 se déroulent le 21 octobre.

## Mode de scrutin
Les députés sont élus selon le système de représentation proportionnelle suivant la règle de la plus forte moyenne dans le département, sans panachage ni vote préférentiel. 
Il y a 586 sièges à pourvoir.
Dans le département de l'Hérault, six députés sont à élire.

## Élus
Les six députés élus sont : 
| Identité          | Parti | Parti   |
| ----------------- | ----- | ------- |
| Raoul Calas       |       | PCF     |
| Antonin Gros      |       | PCF     |
| Paul Coste-Floret |       | MRP     |
| Joseph Aussel     |       | MRP     |
| Jules Moch        |       | SFIO    |
| Vincent Badie     |       | Rad-Soc |

## Résultats

### Résultats à l'échelle du département
| Parti          | Parti                                                 | Tête de liste     | Résultats | Résultats | Sièges |
| Parti          | Parti                                                 | Tête de liste     | Voix      | %         | Sièges |
| -------------- | ----------------------------------------------------- | ----------------- | --------- | --------- | ------ |
|                | Parti communiste français                             | Raoul Calas       | 63 144    | 30,29     | 2      |
|                | Mouvement républicain populaire                       | Paul Coste-Floret | 48 511    | 23,27     | 2      |
|                | Section française de l'Internationale ouvrière        | Jules Moch        | 48 373    | 23,20     | 1      |
|                | Parti républicain, radical et radical-socialiste      | Vincent Badie     | 30 761    | 14,75     | 1      |
|                | Union démocratique et socialiste de la Résistance-MLN | Paul Boulet       | 17 727    | 8,50      | -      |
|                |                                                       |                   |           |           |        |
| Inscrits       | Inscrits                                              | Inscrits          | 269 436   | 100,00    | 6      |
| Votants        | Votants                                               | Votants           | 211 816   | 78,62     |        |
| Blancs et nuls | Blancs et nuls                                        | Blancs et nuls    | 3 300     | 1,66      |        |
| Exprimés       | Exprimés                                              | Exprimés          | 208 516   | 98,44     |        |